# کامیلو میلی
کامیلو میلی (ایتالیایی: Camillo Milli؛ زادهٔ ۱ اوت ۱۹۲۹ – درگذشته ۲۰ ژانویه ۲۰۲۲) بازیگر اهل ایتالیا بود.
از فیلم‌ها یا سریال‌های تلویزیونی که وی در آن نقش داشته‌است، می‌توان به ما یک پاپ داریم، ماجرای ماتئی، پادره پیو: مرد کرامات، نامزد، ریمینی ریمینی، مربی در ساحل و مرد خانواده اشاره کرد.